# Faistenau (Austria)
Faistenau – gmina w Austrii, w kraju związkowym Salzburg, w powiecie Salzburg-Umgebung. Według Austriackiego Urzędu Statystycznego liczyła 2990 mieszkańców (1 stycznia 2015).